# 中村直 (DJ)
中村 直 (なかむら なお 4月11日 - 2014年1月17日)は、東京都世田谷区出身のハウス・ミュージックDJ、音楽プロデューサーである。

## 来歴
東京都世田谷区出身。
1970年代後半より世界的に流行していたディスコ・ミュージック、ニューウェーブ等のダンス・ミュージック全盛期に洗礼を受け、高校在学中、知人にDJをやってみないかと声をかけられたことがDJになるきっかけとなった。
1981年、東京都新宿の伝説的なディスコ『ツバキハウス』にて、DJ活動を開始する。
その後、活躍の場を広げ、六本木などのディスコでも活動を展開。
1984年、DJ仲間の勧めにより、単身ニューヨークに渡り、最先端のクラブカルチャーシーンに触れ、大きな衝撃を受け、移住することを決意。
翌1985年、拠点をニューヨークに移すと、海外でも、その音楽的センスを認められることとなり、ハウスミュージック生みの親であり、DJ/音楽プロデューサーのフランキー・ナックルズ | Frankie Knucklesらと交流を深めていく。
1986年、ニューヨークの伝説的ディスコ『THE SAINT』や『TRACKS』で、レジデントDJとして、海外のディスコおよびナイトクラブにおける日本人DJとして、初めて抜擢され、話題となる。
その後、約10年間、ニューヨークで活動を続けた。
1988年、『THE SAINT』の閉店に伴い、港区芝浦のディスコ『GOLD』の創立メンバーとして企画に携わるために帰国。
以降、『Yellow』『Liquid Room』『Code』等、東京のナイトクラブを中心に活躍し『CLUB LOVELY』『THE PRIVATE PARTY』『HITS』等の人気パーティーのプランナー、レジデントDJを勤め、国内のクラブカルチャーシーンを牽引し、伝説的DJと称されるようになった。
パーティーでは、原曲の持ち味を活かしつつ、幅広い選曲とオリジナリティに溢れ、ドラマティックに展開される、DJプレイスタイルに影響を受けた多くのファンやダンサー、仲間が集まり、メディアの取材や弟子を希望する者も多く訪れるようになった。
独自の音楽センスにより、ハウスミュージックおよびダンスミュージックを独創的に昇華させた、アッパーでハッピーな曲を集めたミックスで展開する、お姉ハウス（通称∶オネハ）等の音楽的世界観やDJミックススタイルを生み出したことでも有名であり、その後のクラブカルチャーシーンに多大な影響を与え、膨大な数の派生パーティーを生み出した。

リミキサーとして、BAD ATTITUDE名義でPUFFY、Every Little Thing、HΛL、およびエンジニアの池淵秀一（BEAT CIRCUS）とともに、浜崎あゆみ等、多くのアーティストの楽曲のリミックスを手がけた。

また、ゲイであることをカミングアウトした、オープンリー・ゲイとしても知られていた。「クレア」1991年2月号の「ゲイ・ルネッサンス’91」にもオープンリーゲイとして登場している。

2011年に、DJ活動30周年を迎えた。

2014年1月17日午前2時40分過ぎに心筋梗塞により死去。